# The Soundhouse Tapes
The Soundhouse Tapes — дебютный мини-альбом британской группы Iron Maiden, и соответственно, самая первая официальная запись группы. Выпущена 9 ноября 1979 года. Содержит три песни с демозаписи Spaceward.

## Запись
Песни были записаны группой в канун Нового года 1978/79. Все три песни — «Prowler», «Invasion» и «Iron Maiden» — представлены в более сыром звучании, чем они впоследствии появились на первом альбоме Iron Maiden и последующих синглах. Четвёртая песня с демо («Strange World») была также перезаписана для альбома Iron Maiden. Эта песня не вошла в The Soundhouse Tapes, поскольку группе не понравилось качество записи. Существует и другая версия, согласно которой группе не хватило денег опубликовать их все, однако эта песня появилась на незаконных изданиях демо, и на устаревших сборниках.
Мини-альбом стал чрезвычайно успешным, были распроданы все 5 000 напечатанных копий первоначального тиража, причем все копии были заказаны по почте менее, чем за неделю.

## Название
Название The Soundhouse Tapes' было взято на основе названия клуба «The Soundhouse». Клуб был хеви-метал-дискотекой, которая первоначально проводилась в пабе «Prince of Wales» в Кингсбери на северо-западе Лондона пионером NWOBHM Нилом Кеем. Iron Maiden регулярно давала концерты в клубе «The Soundhouse», что весьма поспособствовало росту известности группы.

## Издания
С The Soundhouse Tapes несколько раз делались бутлеги, кроме того, сама группа перевыпустила его целиком на 4 LP грампластинках в составе набора Best of the Beast, а также в составе синглов и двух CD-версий, выпущенных в то же время.
В 2002 году, когда был переиздан каталог группы, была проведена специальная рекламная кампания, в ходе которой фанаты могли получить свидетельства о приобретении ремастерированных версий и могли отправить их по почте, чтобы получить компакт-диск с этими записями (на тот момент это было единственное официальное издание Soundhouse Tapes, выпущенное на CD). Тогдашнее издание было ограничено 666 копиями и продавалось по цене $6.66.

## Список композиций
Слова и музыка всех песен — Стив Харрис.
| №  | Название      | Длительность |
| -- | ------------- | ------------ |
| 1. | «Iron Maiden» | 4:01         |
| 2. | «Invasion»    | 3:07         |
| 3. | «Prowler»     | 4:20         |

## Участники
- Пол Ди’Анно — вокал
- Стив Харрис — бас
- Дейв Мюррей — гитара
- Дуг Сэмпсон — ударные